# Provincia de Adana
Adana es una de las 81 provincias en que está dividida Turquía, administrada por un gobernador designado por el Gobierno central. A efectos estadísticos, forma parte de la Región del Mediterráneo. Su capital es Adana.

## Historia
La región fue conquistada por Alejandro Magno en 335–334 a. C., quedó bajo el dominio del Califato abasí a fines del siglo VII a. C. y cambió de manos intermitentemente en los siguientes 600 años hasta el establecimiento de la dinastía Ramazan en 1378. Los gobernantes Ramazan retuvieron el control de la administración local incluso después de que en 1516 fuera conquistada por el sultán otomano Selim I. En 1608 Adana fue reconstituida como una provincia bajo la administración otomana directa.

## Distritos
Los distritos (en turco ilçeler) y su población al 31 de diciembre de 2020:
- Adana (ciudad): 1 788 876 
  - Çukurova: 386 634
  - Sarıçam: 194 019
  - Seyhan: 796 131
  - Yüreğir: 412 092
- Aladağ: 15 998
- Ceyhan: 161 159
- Feke: 16 536
- İmamoğlu: 27 784
- Karaisalı: 22 065
- Karataş: 23 667
- Kozan: 132 974
- Pozantı: 19 930
- Saimbeyli: 14 560
- Tufanbeyli: 16 966
- Yumurtalik: 18 203